# Вагинальный кандидоз
Вагинальный кандидоз (candidal vulvovaginitis) — форма кандидоза, заболевание влагалища инфекционной этиологии.

## Симптомы
Вагинальный кандидоз вызывает ощущения жжения и зуда во влагалище, которые особенно усиливаются после водных процедур или секса. Дизурические расстройства как правило возникают при вовлечении в патологический процесс мочеполовых путей.

## Этиология и патогенез
Возбудителем болезни являются одноклеточные аэробные микроорганизмы — дрожжеподобные грибы рода кандида (в 85—95 % случаев Candida albicans, более редко виды Candida tropicalis, Candida glabrata, Candida krusei).
Обычно заболевание затрагивает лишь поверхностные слои вагинального эпителия, реже выходит за его барьер. В последнем случае возникает инвазия возбудителя в подлежащие ткани.
Вагинальный кандидоз не является заболеванием, передающимся половым путём, но чаще встречается у более сексуально активных людей.

## Лечение
В 2021 году FDA одобрило для применения при вагинальном кандидозе первый пероральный неазоловый препарат ибрексафунгерп.
В 2022 г. был одобрен отесеконазол.